# Galgenwäldli

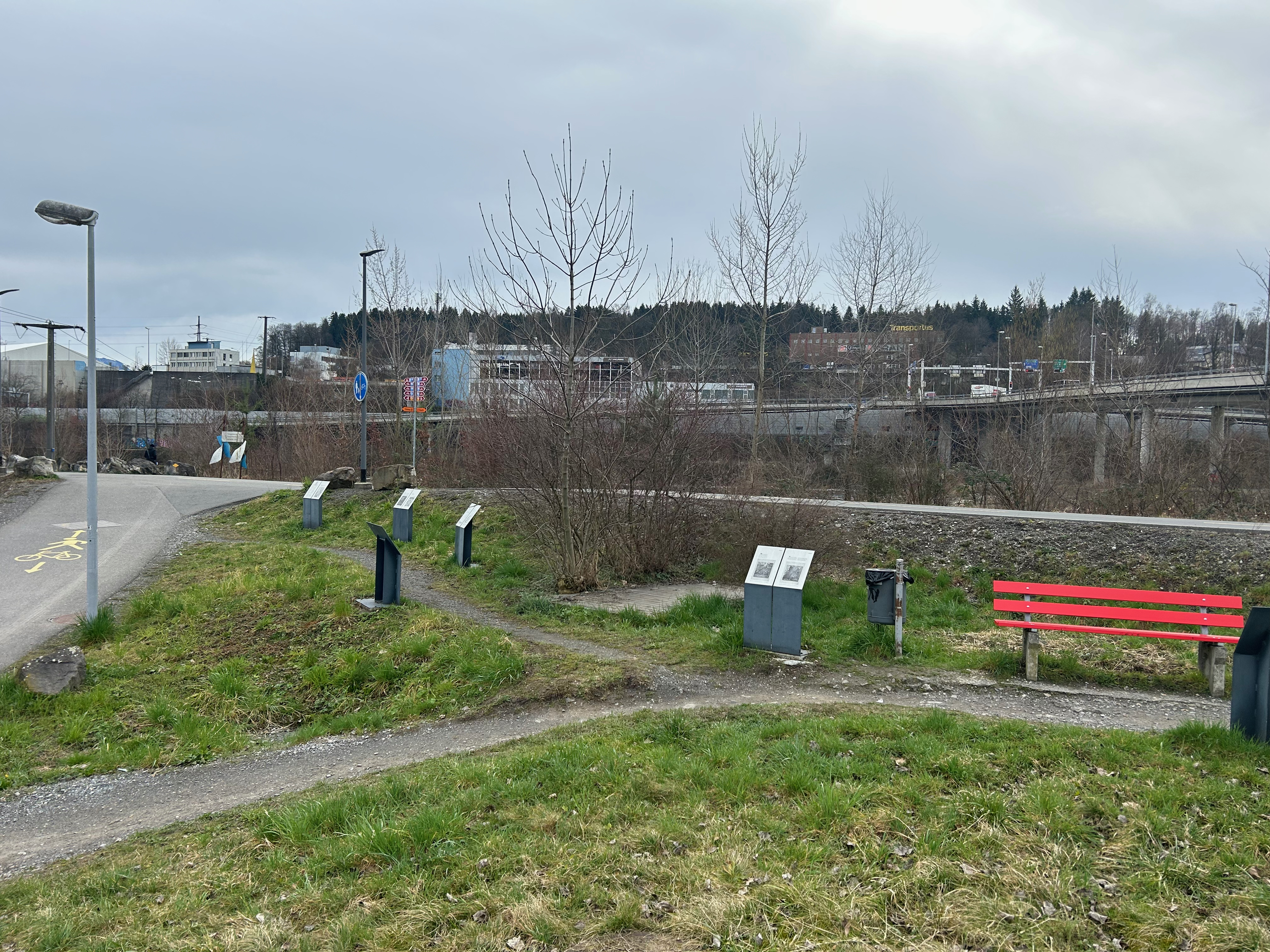
Beim Galgenwäldli, Februar 2024

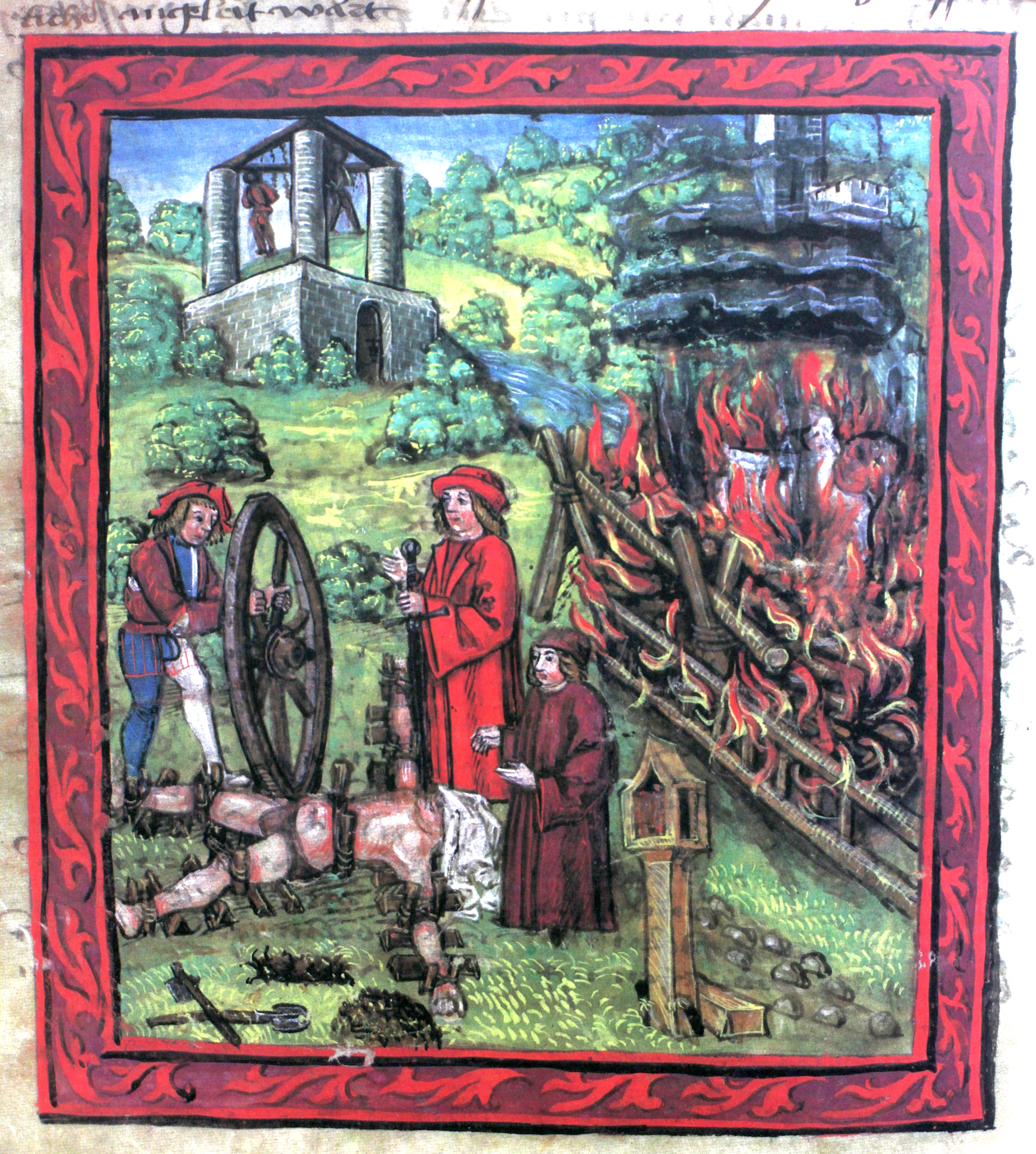
Darstellung der älteren Luzerner Richtstätte an der Reuss mit Galgen und brennendem Scheiterhaufen. Aus der Diebold Schilling Chronik von 1513.

Das Galgenwäldli war die ehemalige Richtstätte und der Wasenplatz des Luzerner Stadtstaates in der Luzerner Gemeinde Emmen. Von 1562 bis 1798 wurden hier Todesurteile öffentlich vollstreckt. Das heutige Areal nördlich des Zusammenflusses von kleiner Emme und Reuss im Ortsteil Emmenbrücke ist eine Gedenkstätte und seit 2022 Thema von öffentlichen Debatten.

## Begriff
Vom Spätmittelalter bis ins 19. Jahrhundert umschrieb der Begriff «Richtstätte» im deutschsprachigen Raum sowohl den Standort, an den Gerichtsverhandlungen stattfanden als auch die räumlich getrennte Stätte, an der Todesurteile vollstreckt wurden. Diese lagen mehrheitlich fernab von Ortschaften oder Städten an exponierten Stellen, wie zum Beispiel an einer Wegkreuzung, einem Wald oder auf einem Hügel, wo sie noch zum Hoheitsgebiet des betreffenden Ortes gehörten. Aus diesem Grund erhielten Richtplätze vielerorts Flurnamen wie Galgenberg oder Galgenacker. Trotz der Bezeichnung «Galgenwäldli» waren auch andere Hinrichtungsarten üblich.

## Geschichte
Das Galgenwäldli wurde ab 1562 als offizielle Richtstätte des Luzerner Stadtstaates genutzt und diente auch als Wasenplatz zur Entsorgung von Tierkadavern.
Beim Galgenwäldli wurden zum Tode Verurteilte hingerichtet, die zuvor im Wasserturm der Stadt Luzern häufig gefoltert wurden. In der Alten Eidgenossenschaft diente die Folter als ein wichtiges Instrument der prozessualen Wahrheitsfindung, die bis 1798 zum Ende der Alten Eidgenossenschaft im Strafprozess bestehen blieb. Bei der Folter oder peinlichen Befragung handelte es sich um ein institutionelles Mittel, mit dem Gefolterte zu einer Aussage oder einem Geständnis gebracht werden sollten, worauf häufig die Todesstrafe verhängt wurde.

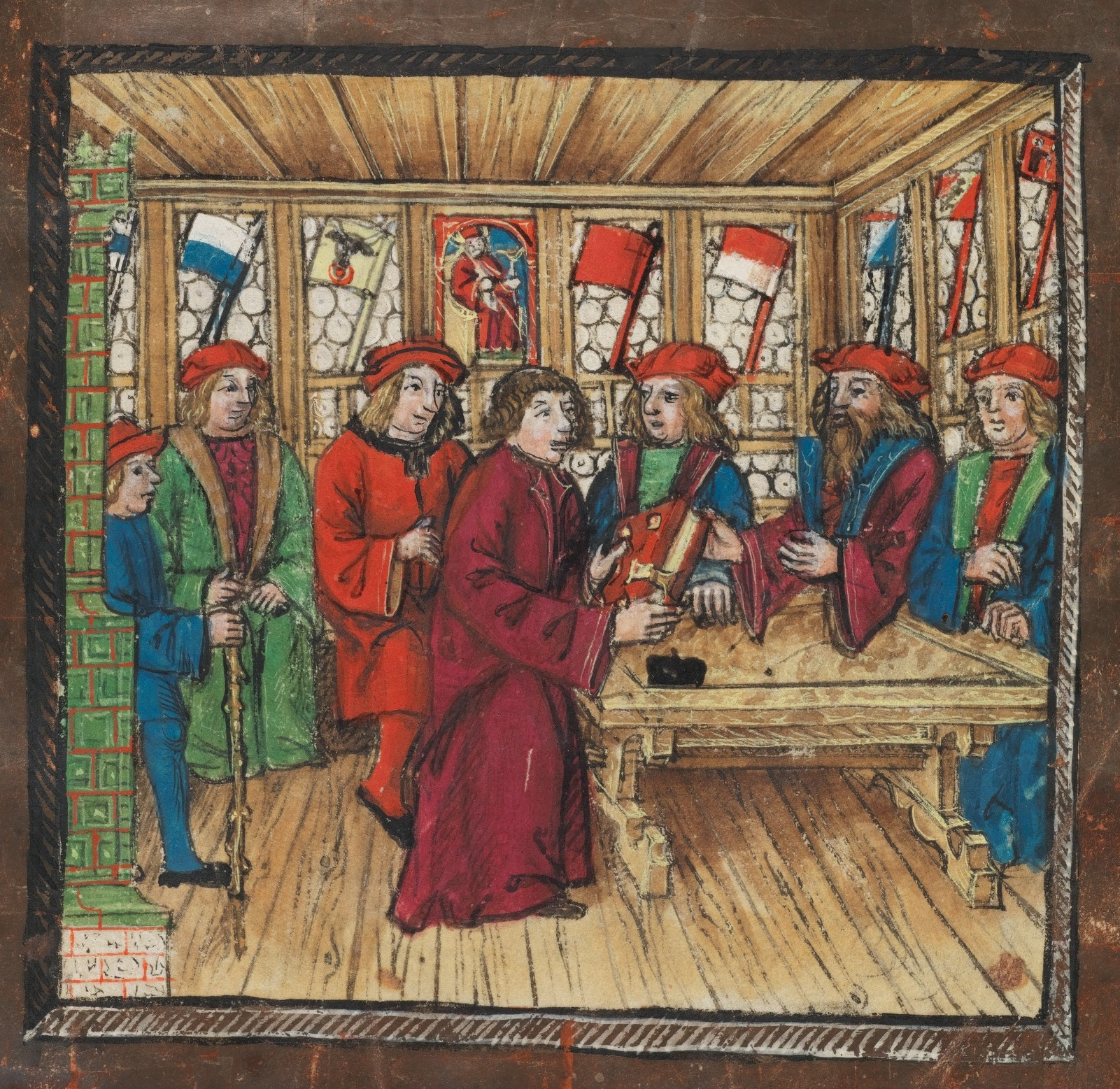
Darstellung des Kleinen Rates aus der Diebold Schilling Chronik von 1513. Die Mitglieder waren in dieser Zeit für die Hoch- und Blutgerichtsbarkeit zuständig.

Es gab verschiedene Arten der Todesstrafe, darunter das Schwert, das Rad, den Galgen, das Vierteilen, das Verbrennen oder Ertränken, wo die Verurteilten öffentlich exekutiert wurden. Männer wurden grösstenteils mit dem Schwert enthauptet, gehängt oder gerädert, Frauen hingegen häufig verbrannt. Die Vollstreckung der Todesstrafe war im 16. Jahrhundert in den Gebieten der Alten Eidgenossenschaft nichts Ungewöhnliches: So wurden Tausende von Hinrichtungen vollzogen, wobei es in der Art und Häufigkeit der Todesstrafe kaum Unterschiede zwischen den verschiedenen Regionen oder Konfessionen gab, die entweder reformiert oder katholisch waren. So auch in der katholischen Stadt Luzern: In dieser wurden von 1551 bis 1798 insgesamt 711 Todesurteile ausgesprochen. Die Todesstrafe wurde z. B. für Diebstahl, Hexerei oder Verbrechen gegen Leib und Leben ausgesprochen. Da es sich zu dieser Zeit um Kapitaldelikte handelte, war in Luzern die Hoch- und Blutgerichtsbarkeit für diese zuständig, die ausschliesslich aus Mitglieder des Luzerner Patriziats bestand.
Hinrichtungen am Galgenwäldli waren öffentlich zugänglich und verfügten dadurch über eine grosse Anziehungskraft für die Stadtbevölkerung. So wurden die Verurteilten auf unterschiedlichen Transportmitteln zum Galgenwäldli geführt, die je nach begangenem Delikt anders gelagert waren. „Hexen“ wurden z. B. auf einem Karren zur Richtstätte geführt, Mörder dagegen auf einem schlittenartigen Gestell liegend. Dieser Ablauf war Bestandteil der ganzen Prozedur, die mit der Hinrichtung auf dem Richtplatz in Emmen endete und Elemente eines Schauprozesses beinhaltete. Die Hinrichtungen selbst wurden vom Scharfrichter vollzogen. Dieser bereitete je nach Art des Verbrechens, Geschlechts und Alters der Verurteilten gemeinsam mit seinen Knechten alles für die Vollstreckung vor: so wurde unter anderem das Schwert für die Enthauptungen geschliffen oder der Strick am Galgen befestigt.
Einige von den Verurteilten wurden nach ihrer Hinrichtung auf einem Friedhof beerdigt, während die meisten innerhalb der Richtstätte bestattet wurden. Nicht nur die Todesart der Bestrafung galt als unehrenhaft, sondern auch die Bestattung, darum wurde die «Beerdigung» anschliessend vorgenommen. Archäologische Ausgrabungen weisen darauf hin, dass die leblosen Körper, nachdem sie vom Galgen geschnitten worden waren, in möglichst kleinen Gruben verscharrt wurden.
Das Galgenwäldli behielt seine Funktion als Richtplatz bis zur Abschaffung der Todesstrafe im Jahr 1798, als die Helvetische Republik ausgerufen wurde.

## Aktuelle Debatten
Das Galgenwäldli ist zurzeit nicht nur eine Gedenkstätte für die Historische Richtstätte des Luzerner Standes, sondern auch Gegenstand von aktuellen Debatten über die angemessene Darstellung und Inklusion von Opfern der Hexenverfolgung.
Die Auseinandersetzung mit der Luzerner Vergangenheit in den Hexenverfolgungen, von Mitte des 16. Jahrhunderts bis Ende des 18. Jahrhunderts, steht im Fokus dieser Debatten. Befürworter argumentieren für ein öffentliches Mahnmal der Opfer ‒ hauptsächlich Frauen ‒ von Hexenprozessen, um diese Vergangenheit im öffentlichen Raum der Stadt Luzern bewusst werden zu lassen. Bisher existiert kein öffentlicher Platz, der diese Thematik als Gedenkstätte aufgreift. Darum beschloss der Luzerner Stadtrat im Juni 2021, ein „Hexenmahnmal“ zu schaffen. Als mögliche Orte werden z. B. der heutige Weinmarkt, der Sentiparkplatz oder das Galgenwäldli in Betracht gezogen.
Gegenwärtig zeigen 16 paarweise angebrachte Informationstafeln am ehemaligen Richtplatz die Vergangenheit der historischen Richtstätte in Emmenbrücke.

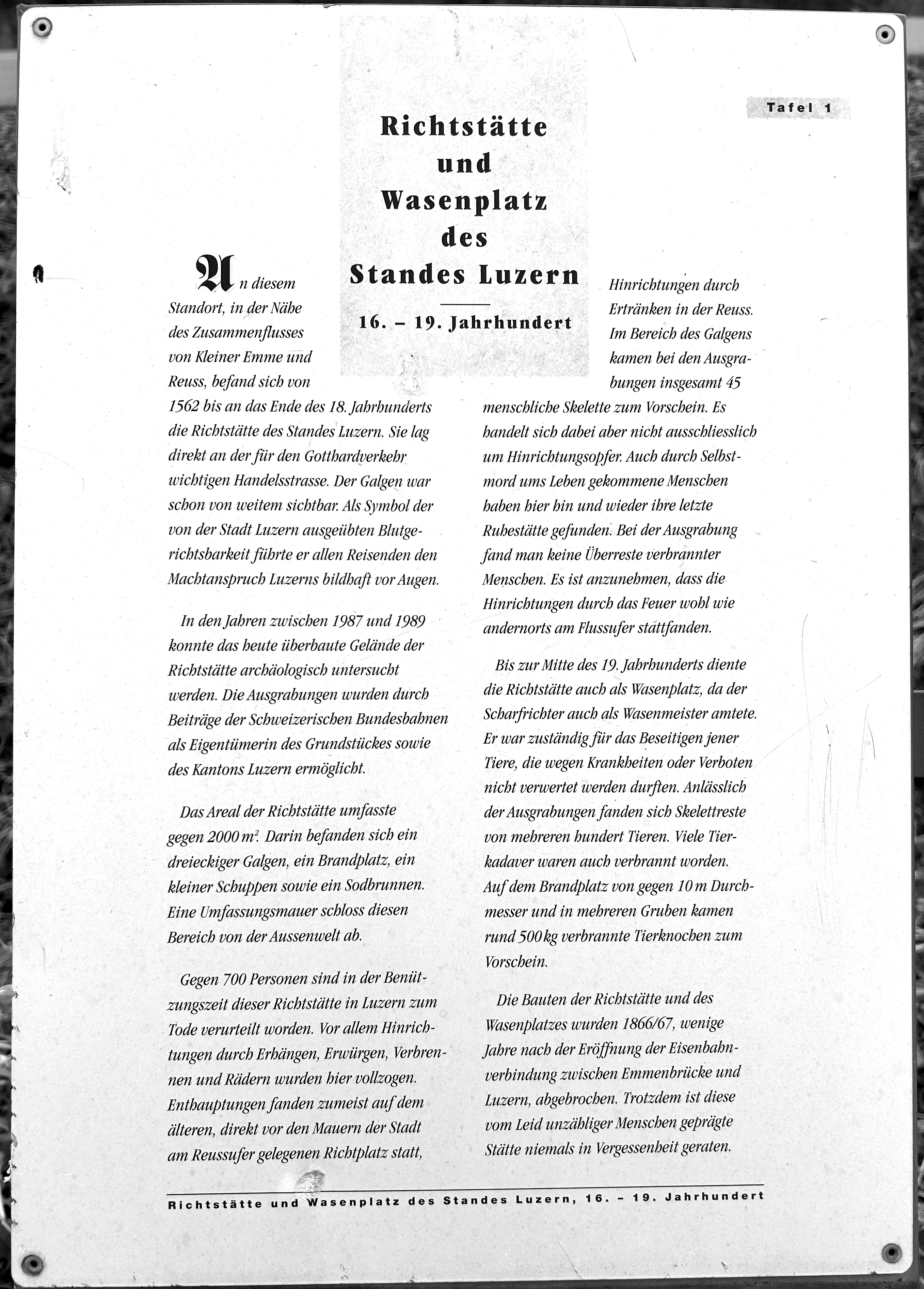
Infotafel vor Ort
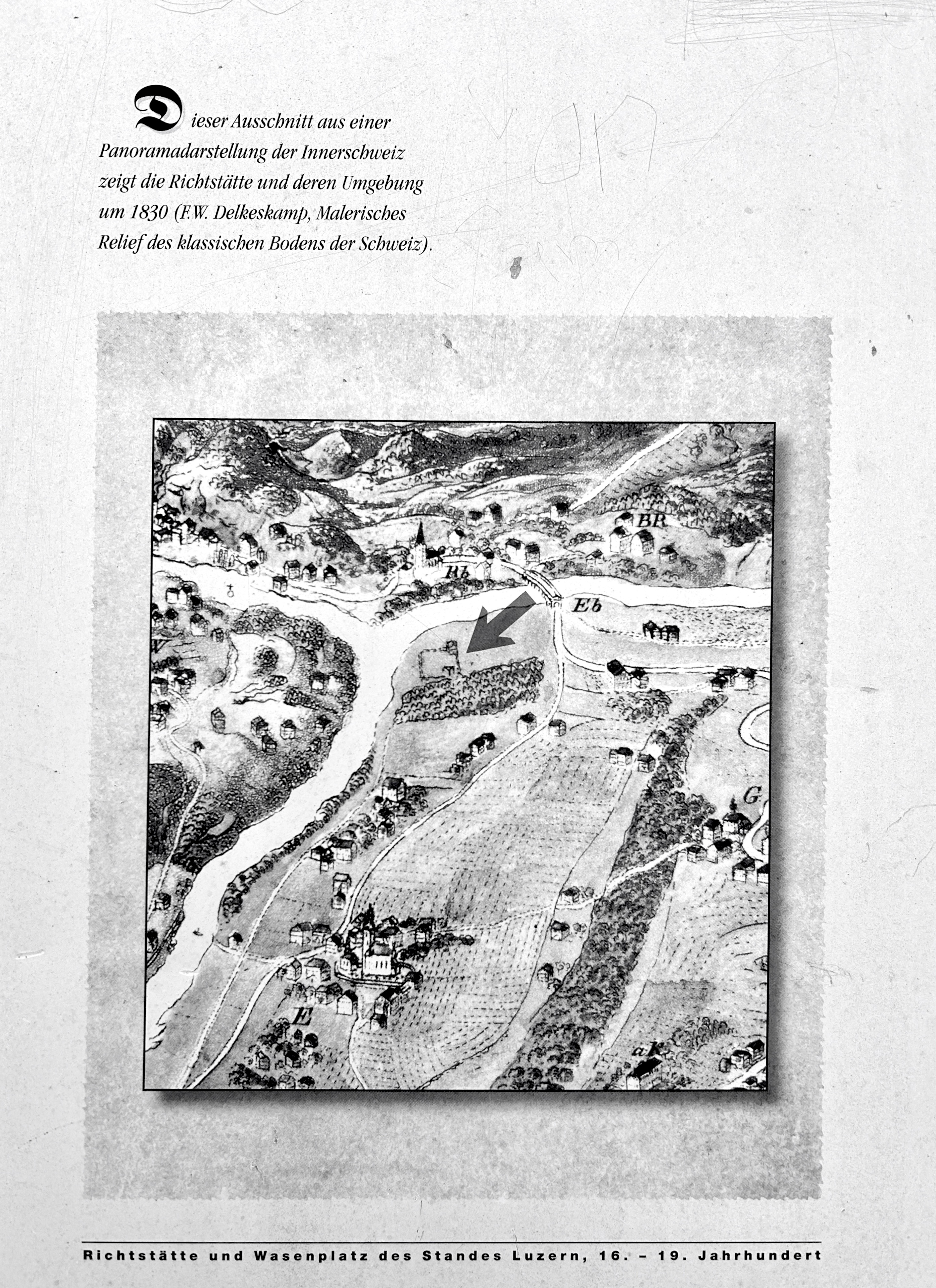
Situation um 1830
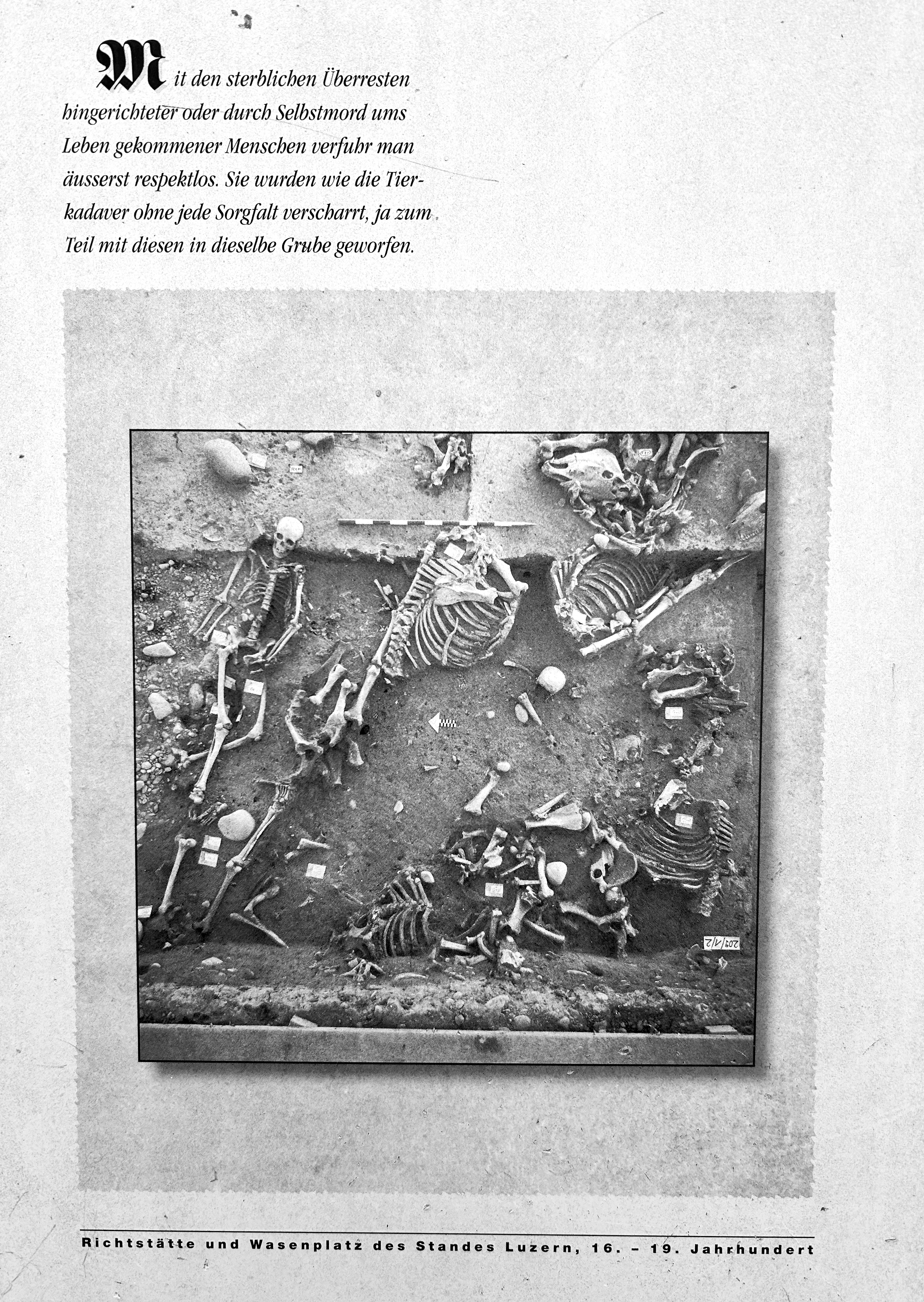
Menschliche und tierische Skelettreste
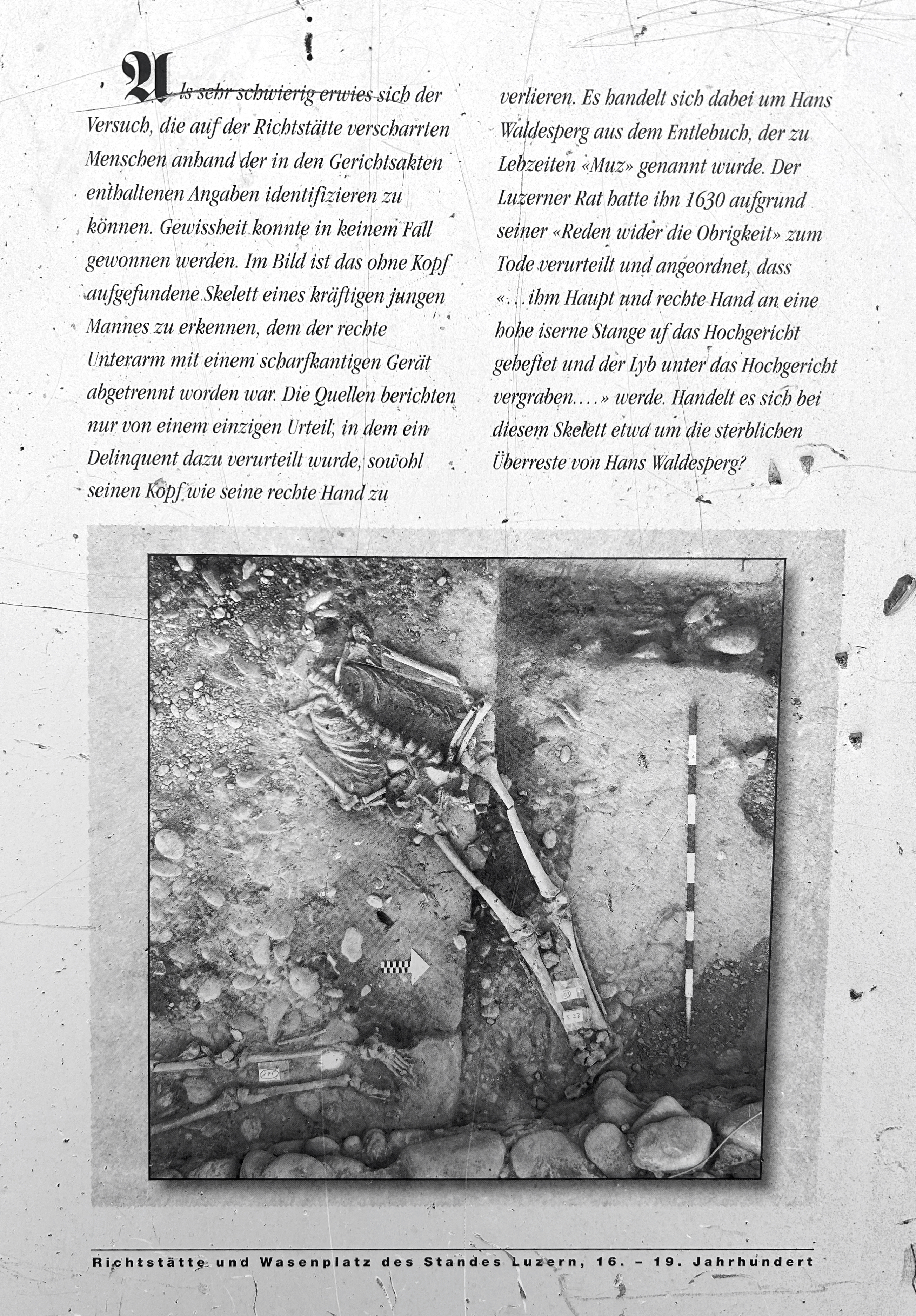
Überreste eines Hans Waldesperg?

Diese Informationstafeln eignen sich gemäss des Emmer Einwohnerrats Jonas Ineichen als Gedenkstätte nicht:
"Das öffentliche Informationsangebot beim Galgenwäldli beschränkt sich auf 16 paarweise angebrachte, verschmutzte, teils verschmierte und beschädigte Texttafeln mit schwarzweissen Abbildungen, die auf einer kleinen, wenig gepflegten Wiese zwischen zwei Velohauptrouten stehen."
Die SP-Einwohnerratsfraktion, deren Mitglied Ineichen ist, wollen eine Neugestaltung des Informationsangebotes auf dem ehemaligen Richtplatz, um so das Thema der Öffentlichkeit als Stück Emmer Geschichte näher zu bringen. Auch virtuelle Nachbildungen von Teilen des Richtplatzes werden in Betracht gezogen oder die Schaffung eines multimedialen Informationsangebotes. Kritiker argumentieren, dass die Geschichte des Galgenwäldli nicht nur als eine „dunkle“ Episode der Justizgeschichte betrachtet werden sollte, sondern auch als Teil einer breiteren Diskussion über die Auswirkungen von Hexenverfolgung.